# Pentameron

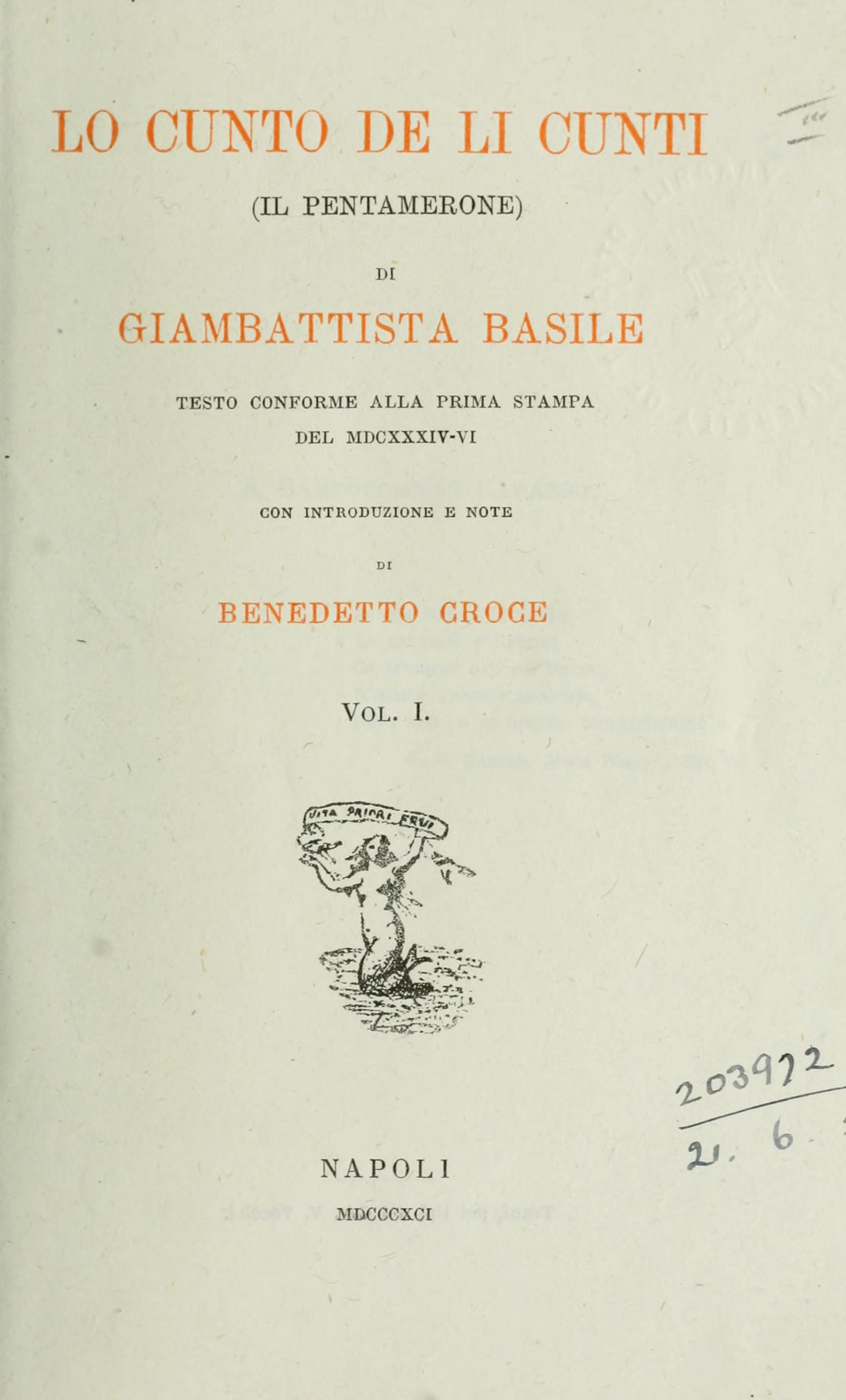
Titelblatt von 1891

Pentameron (neapolitanisch Il Pentamerone ‚das Fünftagewerk‘) ist der Titel einer Märchensammlung von Giambattista Basile, die 1634/36 erschien und 50 Texte enthält. Der ursprüngliche Titel der Sammlung war Märchen der Märchen (Lo cunto de li cunti). Zehn Frauen erzählen Märchen, an fünf Tagen jede jeweils eines. Dazu entwirft Basile eine Rahmenhandlung (siehe die Rahmenhandlung des Pentameron), ähnlich dem Vorbild Decamerone von Giovanni Boccaccio. Zwischen den fünf Tagen ist jeweils eine Ekloge eingeschoben. Die Rahmenhandlung leitet jeweils zwischen den einzelnen Erzählungen kurz über, die sonst für sich stehen und unabhängig rezipiert wurden. Viele der 50 Cunti kann man heute gut als Märchen, einige eher als Schwänke bezeichnen. Sie triefen von Satire. Oft werden blasierte Könige karikiert. In verfahrener Lage beleben Feen die Handlung neu. Am Ende steht stets ein Schlussvers, der ironisch Moral zieht.

## Enthaltene Texte

### Der erste Tag

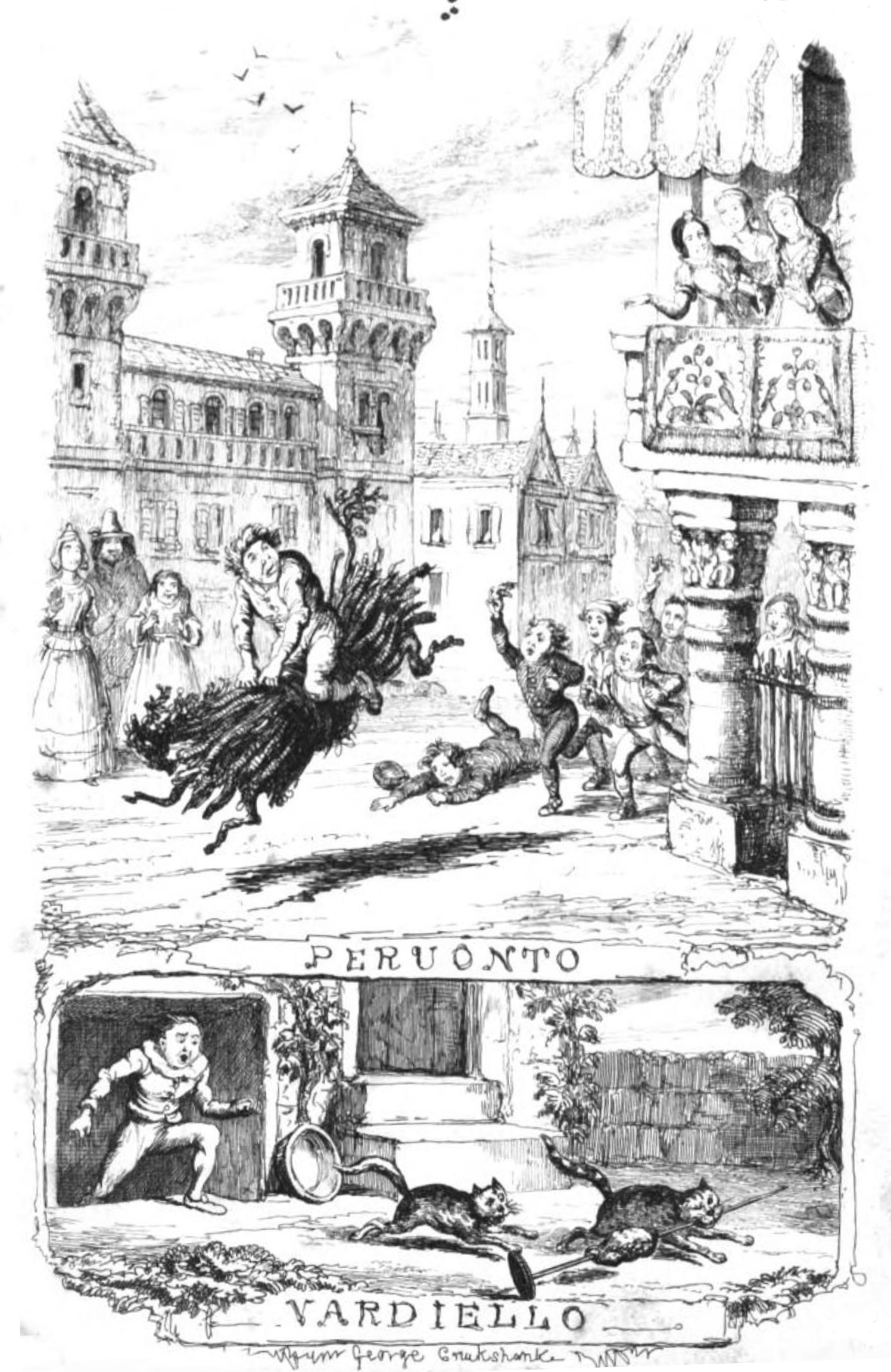
Illustration von George Cruikshank zu Peruonto und Vardiello, 1850

- Eröffnung: Rahmenhandlung des Pentameron
- I,1 Das Märchen vom Orco (Lo cunto de l'uerco)
- I,2 Die kleine Myrte (La mortella)
- I,3 Peruonto
- I,4 Vardiello
- I,5 Der Floh (Lo polene)
- I,6 Die Aschenkatze (La gatta cenerentola, Aschenputtel-Variante)
- I,7 Der Kaufmann (Lo mercante)
- I,8 Das Ziegengesicht (La facce de crapa)
- I,9 Die hinterlistige Hirschkuh (La cerva fatata)
- I,10 Die geschundene Alte (La vecchia scorticata)
- Erste Ekloge: Der Tiegel

### Der zweite Tag
- Einführung

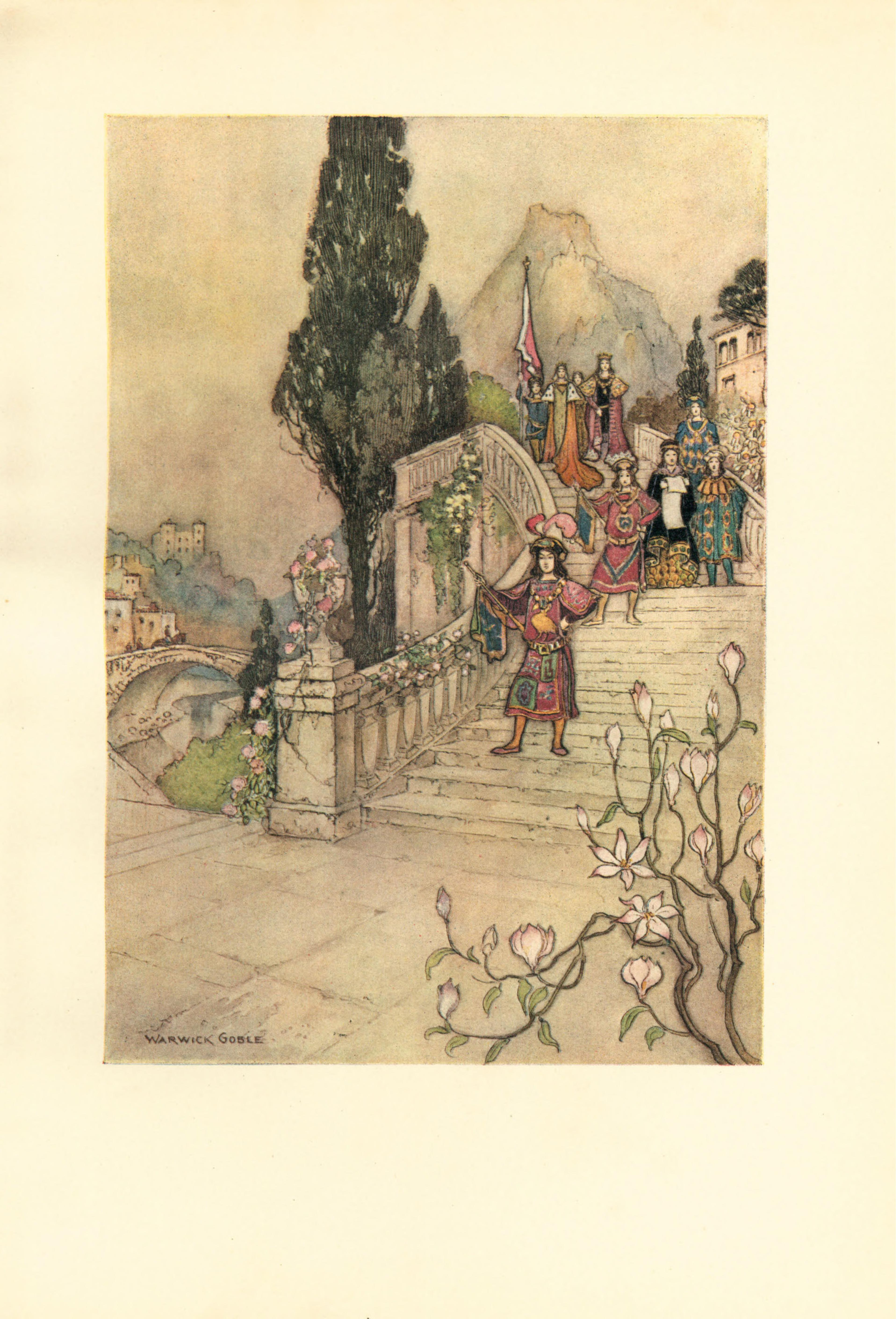
Illustration von Warwick Goble zu Der Dummling, 1911

- II,1 Petrosinella (Rapunzel-Variante)
- II,2 Verde Prato
- II,3 Viola
- II,4 Cagliuso (Der-gestiefelte Kater-Variante)
- II,5 Die Schlange (Lo serpe)
- II,6 Die Bärin (L'orza, Allerleirauh-Variante)
- II,7 Die Taube (La palomma)
- II,8 Die kleine Sklavin (La schiavottella)
- II,9 Der Riegel (Lo catenaccio)
- II,10 Der Gevatter (Lo compare)
- Zweite Ekloge: Die Färberei

### Der dritte Tag
- Einführung
- III,1 Cannetella

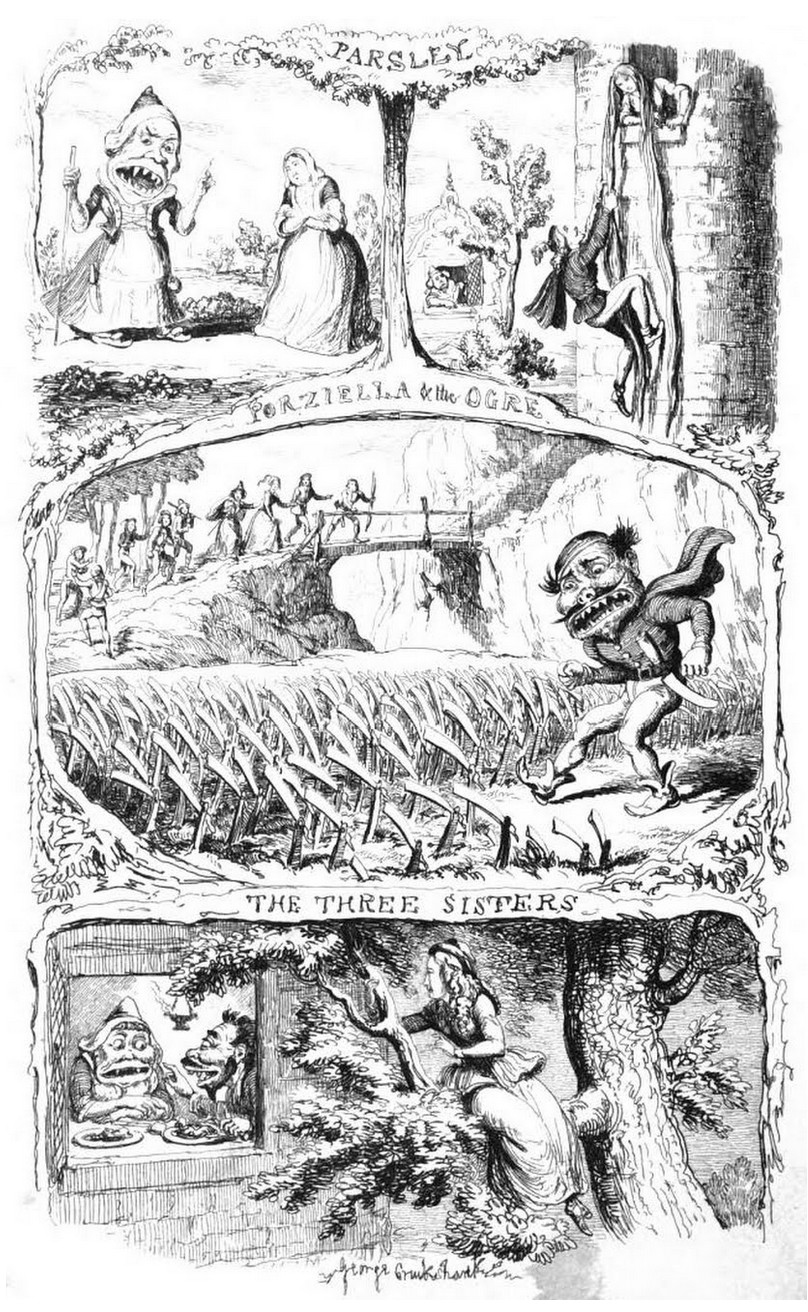
Illustration von George Cruikshank zu Petrosinella, Der Drache, Verde Prato, 1850

- III,2 Penta Ohne-Hände (La Penta mano-mozza, eine Variante von Das Mädchen ohne Hände)
- III,3 Viso
- III,4 Die weise Liccarda (Sapia Leccarda)
- III,5 Der Mistkäfer, die Maus und die Grille (Lo scarafone, lo sorece e lo grillo)
- III,6 Der Knoblauchwald (La serva d'aglie)
- III,7 Corvetto
- III,8 Der Dummling (Lo 'ngnorante)
- III,9 Rosella
- III,10 Die drei Feen (Le tre fate)
- Dritte Ekloge: Das Bad

### Der vierte Tag
- Einführung

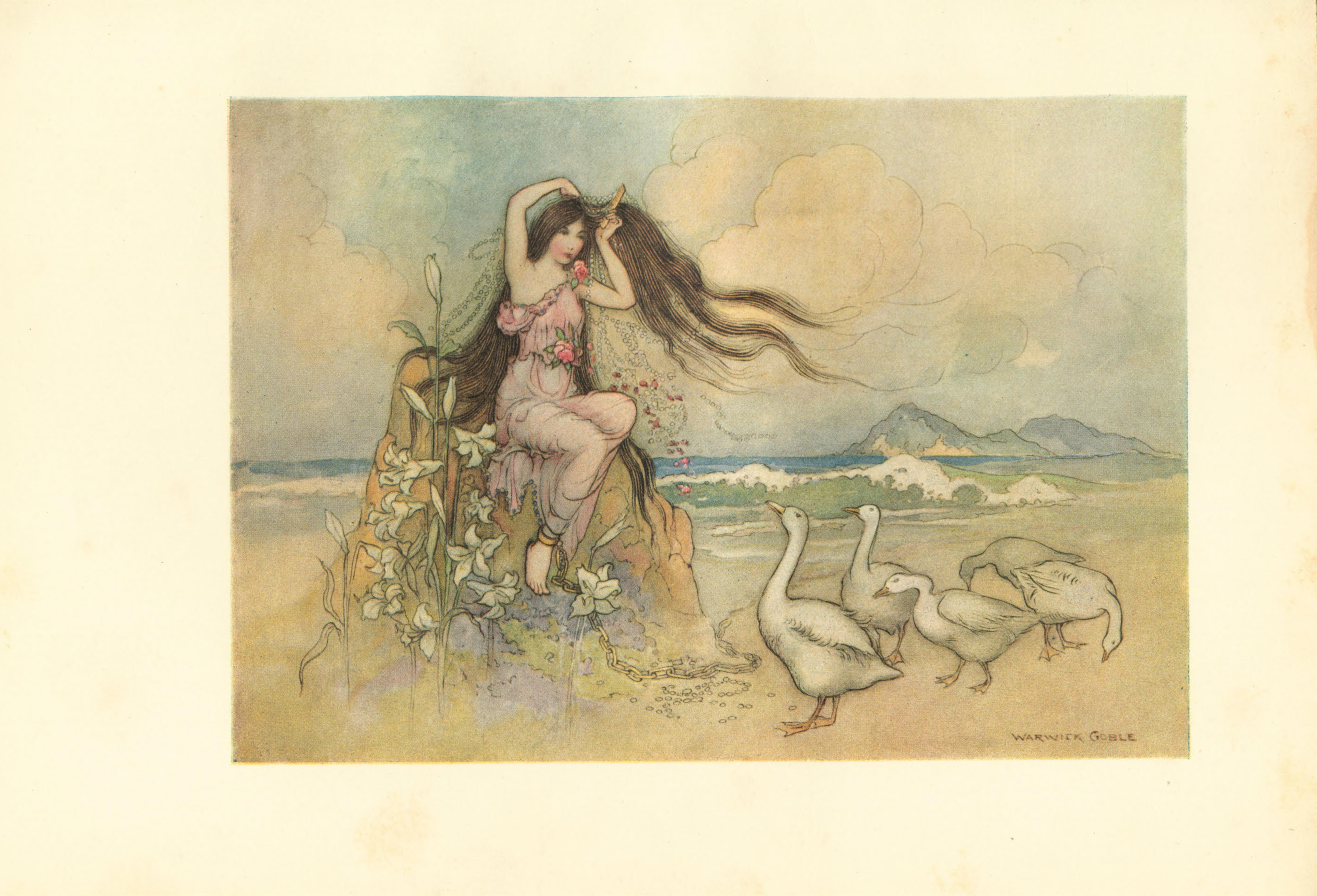
Illustration von Warwick Goble zu Die beiden kleinen Kuchen, 1911

- IV,1 Der Stein des Gockels (La preta de lo gallo)
- IV,2 Die beiden Brüder (Li dui fratielle)
- IV,3 Die drei Tierkönige (Li tre ri animale)
- IV,4 Die sieben Schwarten (Le sette catenelle)
- IV,5 Der Drache (Lo dragone)
- IV,6 Die drei Kronen (Le tre corone)
- IV,7 Die beiden kleinen Kuchen (Le doie pizzelle, Variante von Die Feen)
- IV,8 Die sieben Täublein (Li sette palommielle, Variante von Die sieben Raben)
- IV,9 Der Rabe (Lo cuorvo)
- IV,10 Der bestrafte Hochmut (La soperbia casticata, Variante von König Drosselbart)
- Vierte Ekloge: Der Haken

### Der fünfte Tag
- Einführung
- V,1 Die Gans (La papara)
- V,2 Die Monate (Li mise)
- V,3 Pinto Smauto

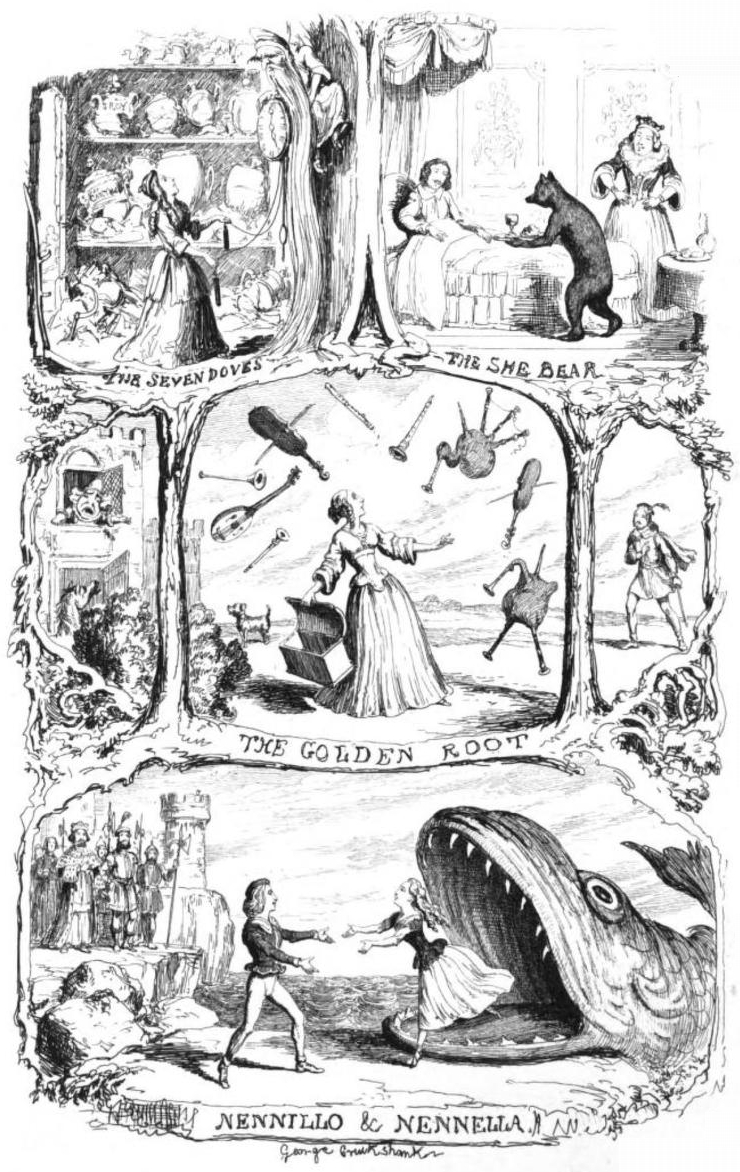
Illustration von George Cruikshank zu Die sieben Täublein, Die Bärin, Der goldene Stamm, Ninnillo und Nennella, 1850

- V,4 Der goldene Stamm (Lo turzo d'oro, Variante von Amor und Psyche)
- V,5 Sonne, Mond und Talia (Sole, Luna e Talia, Variante von Dornröschen)
- V,6 Sapia
- V,7 Die fünf Söhne (Li cinco figlie)
- V,8 Ninnillo und Nennella (Nennillo e Nennella, Variante von Brüderchen und Schwesterchen)
- V,9 Die drei Zitronen (Le tre cetra, Variante von Die Liebe zu den drei Orangen)
- V,10 führt zum Ende des Märchens der Märchen.

## Bearbeitungen
Eine frühe Erwähnung des Pentameron findet sich in der Bibliothèque Universelle des Romans von 1777, wo es mit Perraults Märchen meiner Mutter Gans verglichen wird, allerdings finde sich darin „nicht eine vernünftige […] Geschichte“, nur „Salbadereien und richtige Ammenmärchen.“ Die Brüder Grimm schufen Zusammenfassungen aller Texte, die 1822 im Anmerkungsband zu ihren eigenen Märchen erschienen. Clemens Brentano modernisierte einige Stücke als Italienische Märchen. Viele der Texte erschienen auf Deutsch in Hermann Kletkes Märchensaal von 1845. Den größten Einfluss auf die deutschsprachige Leserschaft hatte bisher wohl die erste Gesamtübersetzung von Felix Liebrecht, 1846. Sie wird wohl durch die Neuübersetzung durch Rudolf Schenda, Luisa Rubini, Alfred Messerli, Doris Senn, Johann Pögl und Dieter Richter (Leitung: Rudolf Schenda) abgelöst. Dabei wurde auf Vorarbeiten u. a. von Benedetto Croce und die zweisprachige Basile-Ausgabe des Neapolitaners Michele Rak zurückgegriffen.
Es gibt Illustrationen von George Cruikshank (1850), Franz von Bayros (1909), Warwick Goble (1911), Josef Hegenbarth (1974).
Der italienisch-französisch-britische Film Das Märchen der Märchen aus dem Jahr 2015 basiert auf drei Geschichten des Pentamerons: Der Floh (I,5), Die hinterlistige Hirschkuh (I,9) und Die geschundene Alte (I,10). Der Film erzählt die drei Märchen parallel und verwebt sie lose. Regie führte der italienische Regisseur Matteo Garrone, zum internationalen Ensemble gehörten Schauspieler wie Salma Hayek, Toby Jones, Vincent Cassel und John C. Reilly.

## Ausgaben
- Giambattista Basile: Das Pentameron. Mit fünfzig Pinselzeichnungen von Josef Hegenbarth. VEB Verlag der Kunst Dresden, Leipzig 1974 (Text aus der Ausgabe von 1958 von Rütten & Loening, Berlin, Zeichnungen entstanden zwischen 1959 und 1961).
- Giambattista Basile: Das Märchen der Märchen. Das Pentamerone. Nach dem neapolitanischen Text von 1634/1636 vollständig und neu übersetzt und erläutert von Hanno Helbling, Alfred Messerli, Johann Pögl, Dieter Richter, Luisa Rubini, Rudolf Schenda und Doris Senn, herausgegeben von Rudolf Schenda. C.H. Beck, München 2015, ISBN 978-3-406-68629-0.
- Das Pentameron. Das Märchen der Märchen. Vollständige deutsche Ausgabe. Herausgeben und mit einem Nachwort versehen von Linda Sundmaeker. Edition Falkenberg, Bremen 2015, ISBN 978-3-95494-089-9 (vollständig nach dem Breslauer Text von 1846).
- Ensemble Oni Wytars: Pentameron (Legends, Magic and Love in Music at the Time of Basile's „The Tale of Tales“) mit Werken von Baldissera Donato, Dell'Arpa, Johann Hieronymus Kapsberger, Bernaldino detta Velardiniero, Nola, Anonymus & aus dem Cancionero de Palacio, Sony Music/deutsche harmonia mundi